# Haugenstua Station
Haugenstua Station (Haugenstua stasjon eller Haugenstua holdeplass) er en jernbanestation, der ligger mellem Grorud og Høybråten på Hovedbanen i Norge. Stationen har omkring en million passagerer om året, hvilket giver den høj placering på listen over landets mest benyttede stationer. Stationen, der ligger 12,1 km fra Oslo S, blev åbnet i 1937.
I 2007 fik stationen en ny perron til nordgående trafik. I alt blev stationen ombygget for 32 mio. NOK, hvortil kom at Jernbaneverket udførte arbejder for Oslo kommune til en værdi af 3,2 mio. NOK. Stationen består nu af to spor med hver sin perron og læskure foruden en mindre parkeringsplads.